# Anton Giulio Castagna
Anton Giulio Castagna, detto Juggy (Molise, ... – Roma, 13 settembre 2021), è stato un doppiatore, direttore del doppiaggio e dialoghista italiano.

## Biografia
Nato in Molise, si sposò due volte. Dalle prime nozze con la doppiatrice Ilaria Stagni nacque il figlio Jacopo nel 1993. I due divorziarono e Castagna si sposò nuovamente, stavolta con Antonella Baldini.
Molto attivo nel mondo dell'intrattenimento audiovisivo, Castagna diresse il doppiaggio di parecchi film, serie e programmi televisivi lavorando anche all'adattamento dei dialoghi, come L'attacco dei giganti, I Fantaeroi, Sonic X e I Simpson. In quest'ultima prestò anche la propria voce nell'episodio Il quartetto vocale di Homer, assieme a Davide Lepore.

## Carriera[2]

### Doppiaggio
- I Re Acuti in Il quartetto vocale di Homer de I Simpson

### Direzione del doppiaggio

#### Film
- Citizen Toxie: The Toxic Avenger IV
- Dirty Love
- Griffin & Phoenix
- Heartless
- Confess
- Un delfino per amico
- Pazzo pranzo di famiglia
- L'antidoto
- Martian Child - Un bambino da amare
- Ánimas
- Il rito delle streghe
- C'era una truffa a Hollywood

#### Film TV
- Ballet Shoes

#### Serie televisive
- Cybergirl
- Power Rangers Lightspeed Rescue
- Pepper Dennis
- Underbelly: A Tale of Two Cities
- Underbelly: The Golden Mile
- The Lost World
- No Offence
- Silicon Valley
- Hard Sun
- Vinyl
- High Fidelity
- Lo straordinario mondo di Zoey
- Beecham House

#### Serie animate
- Fantasmini (1ª ediz.)
- Sonic X
- Nouky and friends
- Transformers Energon
- Transformers: Robots in Disguise
- Transformers: Super Link
- L'incredibile Hulk (2ª ediz.)
- MegaMan: NT Warrior
- Shuriken School
- B-Daman Crossfire
- B-Daman Fireblast
- Iron Man
- Il mondo di Quest
- Black Lagoon
- I Fantaeroi
- Sfondamento dei cieli Gurren Lagann
- L'attacco dei giganti
- Sonic Boom
- Game Over
- Death Note
- Paradise Police (stag.2)
- Bunsen è una Bestia
- Solar Opposites

#### Programmi TV
- Takeshi's Castle
- Dog the Bounty Hunter
- Totally Outrageous Behavior!
- Robot Wars

### Assistenza al doppiaggio

#### Film
- Impiegati... male

#### Serie animate
- I Simpson

#### Programmi TV
- Dog the Bounty Hunter

### Adattamento dei dialoghi

#### Film
- Citizen Toxie: The Toxic Avenger IV
- Botte di fortuna
- On the Edge
- Lower City
- Dirty Love
- L'antidoto
- Scary Movie 5
- Martian Child - Un bambino da amare
- Un amico molto speciale
- The Disaster Artist
- Piccoli brividi
- Super - Attento crimine!!!
- I tre marmittoni
- Trafficanti
- Kick-Ass 2
- Il nemico invisibile
- Attacco al potere - Olympus Has Fallen
- Cattivi vicini
- Fuck You Prof!
- Un compleanno da leoni
- Grimsby - Attenti a quell'altro
- Fuck You Prof! 2
- Duri si diventa
- Dark Places - Nei luoghi oscuri
- C’est la vie - Prendila come viene
- Black Sea
- Entourage
- Lo sciacallo - Nightcrawler
- Una vita da gatto
- Attenti a quelle due
- 7 uomini a mollo
- Il cardellino
- Bloodshot
- Fottute!
- Come ti divento bella
- Insospettabili sospetti
- La truffa dei Logan
- The Interview
- Survivor
- Zombieland - Doppio colpo
- Non succede, ma se succede...
- American Skin
- Inciso nelle ossa
- Ammonite - Sopra un'onda del mare
- The Transporter Legacy
- Il rito delle streghe
- Sembrava perfetto... e invece

#### Film d'animazione
- Emoji - Accendi le emozioni

#### Film TV
- La sfida di Artù
- Ballet Shoes
- The Normal Heart

#### Telefilm
- Cybergirl
- Adventure Inc.
- Power Rangers Lightspeed Rescue
- Life with Boys (1ª ediz.)
- Julie Lescaut
- Eleventh Hour
- Underbelly: A Tale of Two Cities
- The Big Bang Theory
- High Fidelity

#### Serie animate
- Fantasmini (1ª ediz.)
- Sonic X
- Nouky and friends
- Transformers Energon
- Transformers: Robots in Disguise
- Transformers: Super Link
- L'incredibile Hulk (2ª ediz.)
- Shuriken School
- Iron Man
- Il mondo di Quest
- Black Lagoon
- Game Over
- Solar Opposites

## Discografia[2]
- Par Concidio (album in studio del 1998 con lo pseudonimo di "Juggy", composto da brani che campionavano le dichiarazioni dei politici italiani dell'epoca)
- Bokassa Rap (singolo con testo di Stefano Benni, con la partecipazione di Daniele Formica, David Riondino e Paolo Rossi)